# Jari Kurri

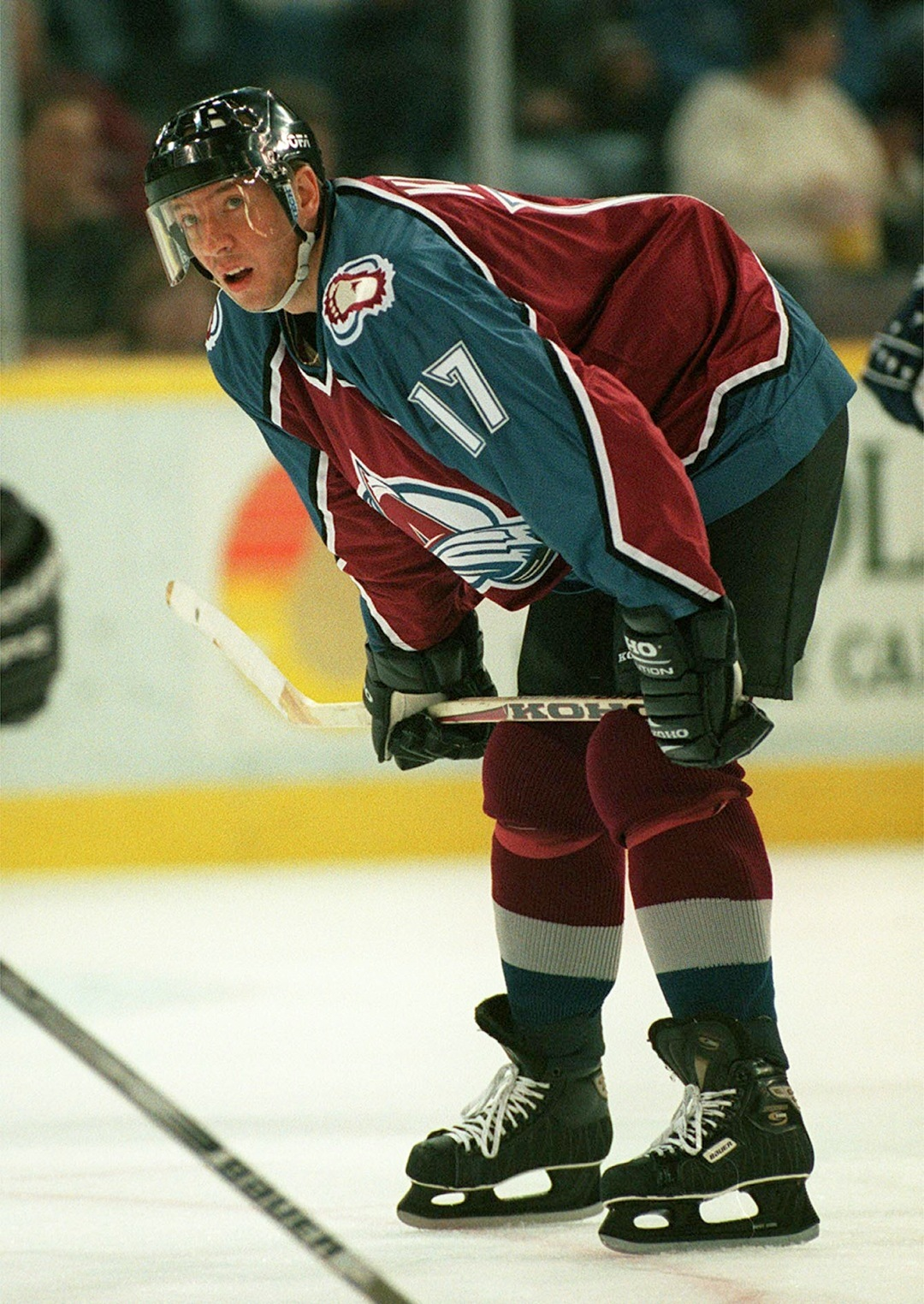
Jari Kurri 1997 en Colorado Avalanche

Jari Kurri (nacido el 18 de mayo de 1960 en Helsinki, Finlandia) es cinco veces campeón retirado de la Copa Stanley en hockey de la NHL.
Kurri comenzó su carrera de hockey sobre hielo en el equipo juvenil de Jokerit. Ya a la edad de 17 años, jugó en el equipo de adultos de Jokerit. También jugó para la Selección Nacional Juvenil de Finlandia en 1978, 1979 y 1980. Jugó en el equipo olímpico de Finlandia en 1980.
En 1980 fue invitado a jugar para Edmonton Oilers en Canadá. Allí jugó con Wayne Gretzky durante 8 temporadas hasta que Gretzky se mudó a Los Ángeles. Se hicieron famosos. Los Oilers ganaron la Copa Stanley en 1984, 1985, 1987, 1988 y 1990. Más tarde, Kurri jugó para Los Angeles Kings, New York Rangers, Mighty Ducks of Anaheim y Colorado Avalanche.
Durante su carrera Kurri hizo 600 goles en la NHL.
Debido a que Kurri estuvo la mayoría de los años continuando su mandato en la NHL en América del Norte en los playoffs de la Stanley Cup, no podía jugar para el equipo nacional de Finlandia muy a menudo. Sin embargo, estuvo en los Juegos Olímpicos de Nagano 1998 y obtuvo una medalla de bronce.